# 响水河 (沙河)
响水河位于中国广东省惠州市博罗县中部，是沙河左岸支流，因河流湍急，响声大而得名。发源于柏塘镇南部象头山西麓牛牯颈，先向西流经平安林场（平安风景区）、上洞村、下洞村等地，过旱田村后转西南流，经湖镇镇横光村、下径村、星星村、三水村、响水社区、新丰村、湖镇社区等地后，于显岗村东北汇入沙河。河长35.5米，落差740米，流域面积217平方千米，年均径流量4.67亿立方米。水力资源理论蕴藏量10.44万千瓦，已建有6座梯级水电站。